# Meiji-no-Mori-Takao-Quasi-Nationalpark
Der Meiji-no-Mori-Takao-Quasi-Nationalpark (japanisch 明治の森高尾国定公園 Meiji no Mori Takao Kokutei Kōen) ist ein japanischer Quasi-Nationalpark auf dem Gebiet der Stadt Hachiōji im Westen der Präfektur Tokio. Der am 11. Dezember 1967 gegründete Park umfasst 7,77 km². Mit der IUCN-Kategorie V ist das Parkgebiet als Geschützte Landschaft/Geschütztes Marines Gebiet klassifiziert. Die Verwaltung der Präfektur Tokio ist für die Verwaltung des Parks zuständig.